# Radomira
Radomira – nienotowany w czasach staropolskich żeński odpowiednik imienia Radomir.
Imię pozostaje imieniem nadawanym rzadko. W styczniu 2024 r. w rejestrze PESEL, wśród publicznie dostępnych danych dotyczących osób żyjących, wykazano 11 kobiet o imieniu Radomira nadanym jako imię pierwsze oraz 7 kobiet noszących imię Radomira jako imię drugie.
Radomira imieniny obchodzi 3 lipca i 14 września.

## Imię Radomira w innych językach[4]
- łacina – Radomira
- czeski – Radomira, Radimira[3]
- słowacki – Radomira, Radimira.